# Runaway (песня Bon Jovi)
«Runaway» («Беглянка») — песня американской рок-группы Bon Jovi. Вошла в их первый альбом Bon Jovi. Сингл с ней достиг 39 места в американской «горячей сотне».

## История
Джон Бон Джови сочинил эту песню в 1982 году вместе с его тогдашним партнёром по написанию песен Джорджем Кейраком.
Группы у Джона на тот момент ещё не было, поэтому он записал её со студийными музыкантами. Интересно, что на гитаре в этой песне играет Дейв Сабо по прозвищу The Snake, который потом стал лид-гитаристом группы Skid Row, а на бас-гитаре — Хью Макдональд, который потом принимал участие в записи ранних альбомов группы Bon Jovi, а с 1994 года заменил в ней на басу Алека Джона Сача (хотя официально членом группы до недавнего времени не считался, став им только в 2016 году).
Песня уже тогда стала популярна — благодаря тому, что была включена в выпущенный нью-джерсийской радиостанцией WDHA сборный альбом не имевших пока контракта с музыкальным лейблом исполнителей. Песня также попала на CD-компиляцию местных групп, которую лонг-айлендовская радиостанция WAPP традиционно составляла по итогам года.